# 립벨 그룹
립벨 그룹(영어: Liebherr Group)은 독일의 건설 장비 제조 업체로 본사는 스위스 프리부르주 뷜에 이전했다.

## 개요
창업자인 한스 립벨은 의붓아버지에 영향으로 입문해 장인의 길로 들어서게 되었다. 제2차 세계대전 당시 러시아 전선에서 교량 건설에 종사를 했으며 그 과정에서 건설 기계 중요성을 깨닫게 되자 전쟁 후 현지 동료를 비롯해 장인을 비롯해 1949년에 한스 립벨에 의해 설립했다. 이후 건설용 타워 기중기를 자체 개발을 했으며 저비용 고효율을 냈다. 타워 기중기의 제조부터 시작된 이 회사는 가전, 철도 차량, 항공기 산업, 공작 기계까지 진출했다. 또한 에어버스의 주요 공급 업체에 속한다. 현재 이동식 기중기 및 굴착기, 광산용 덤프 트럭의 생산에 특화하고 있다.

## 대한민국의 립헬
2002년 6월 1일에 립헬에 한국법인 립헬모바일크레인코리아(유) 로 설립하였다.

## 사진

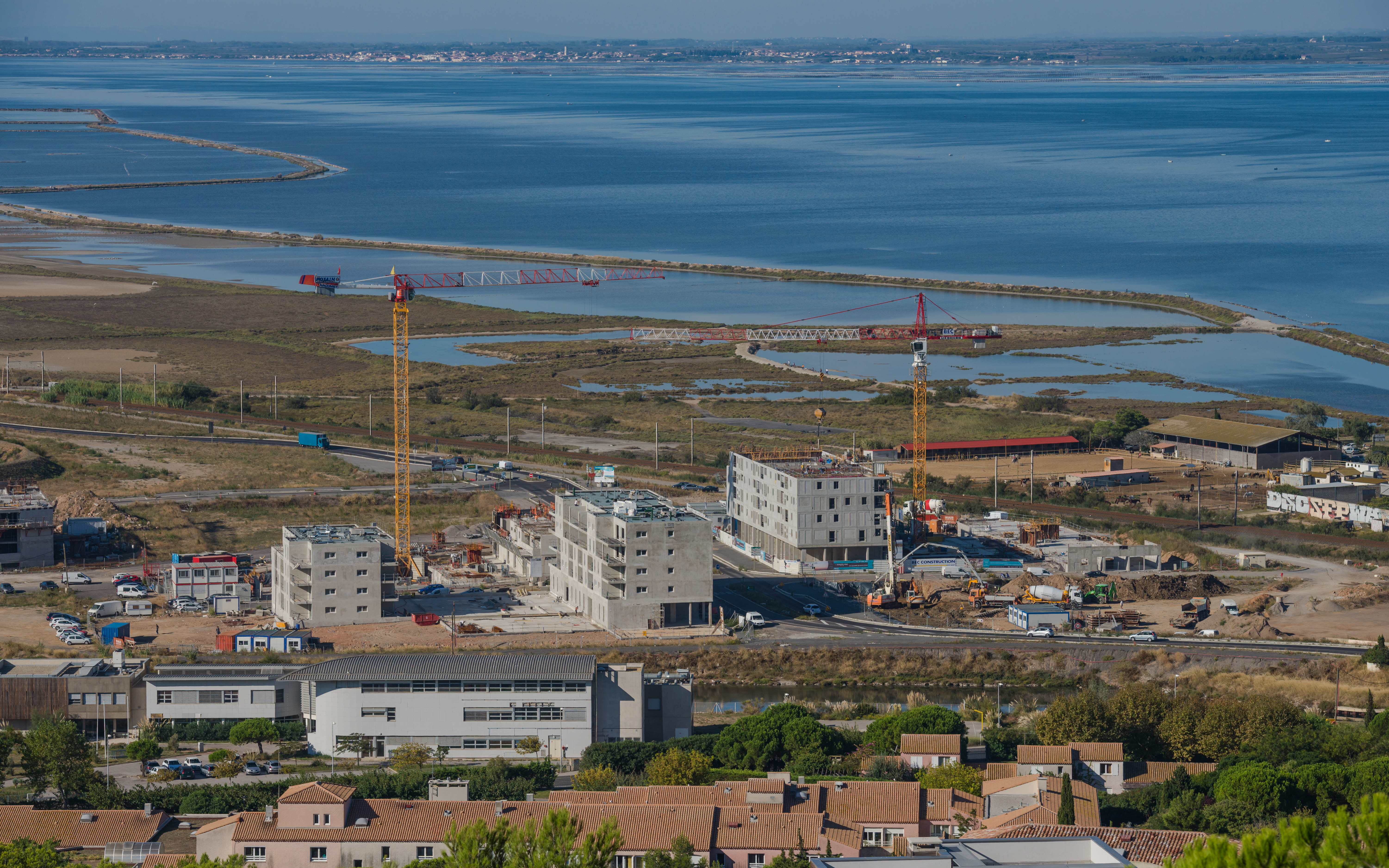
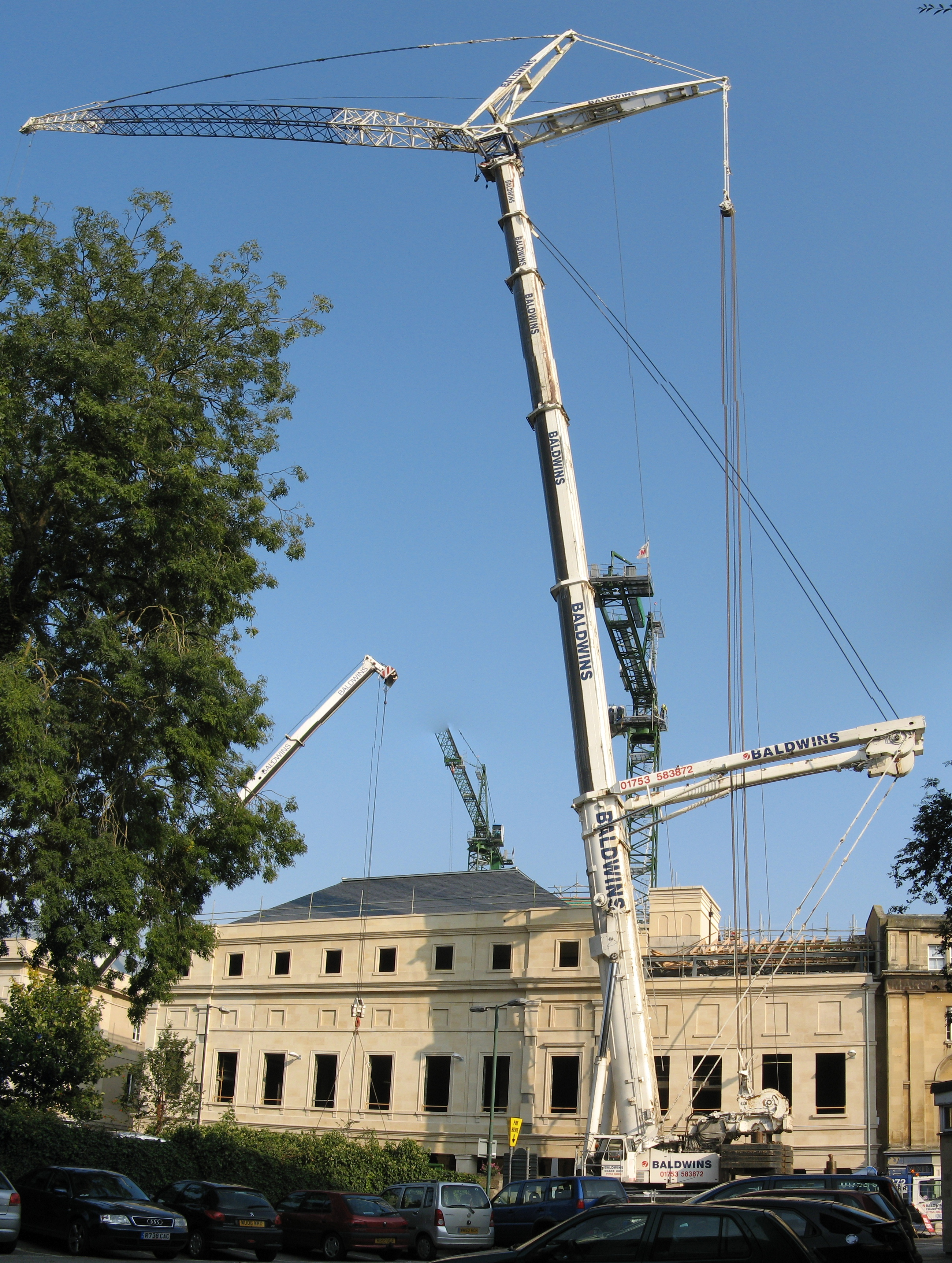
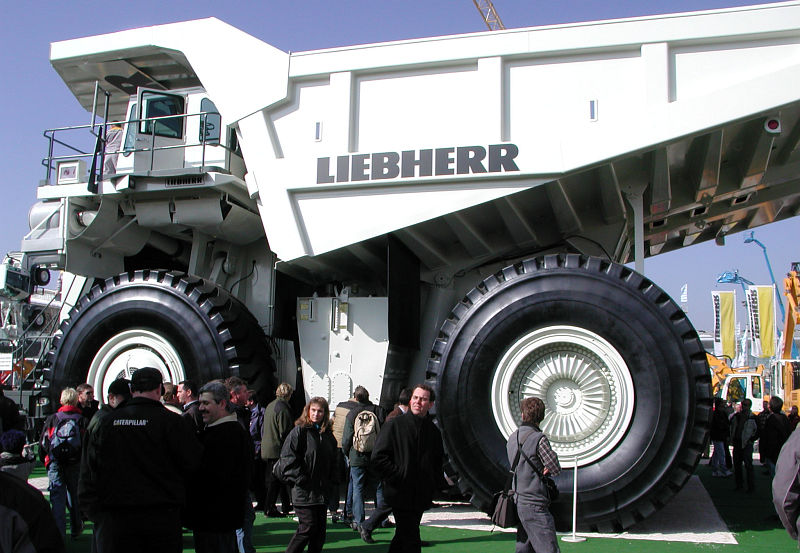
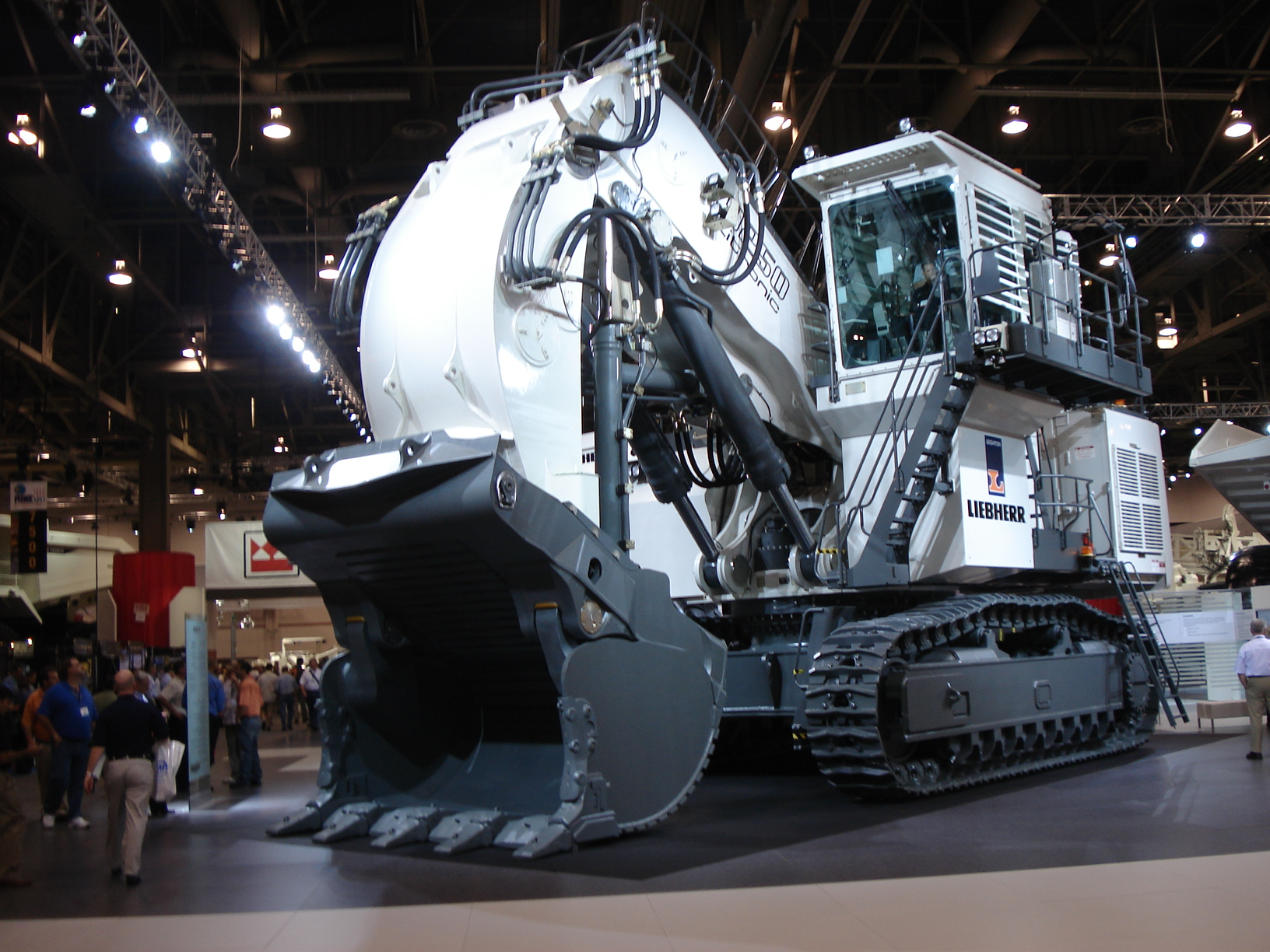
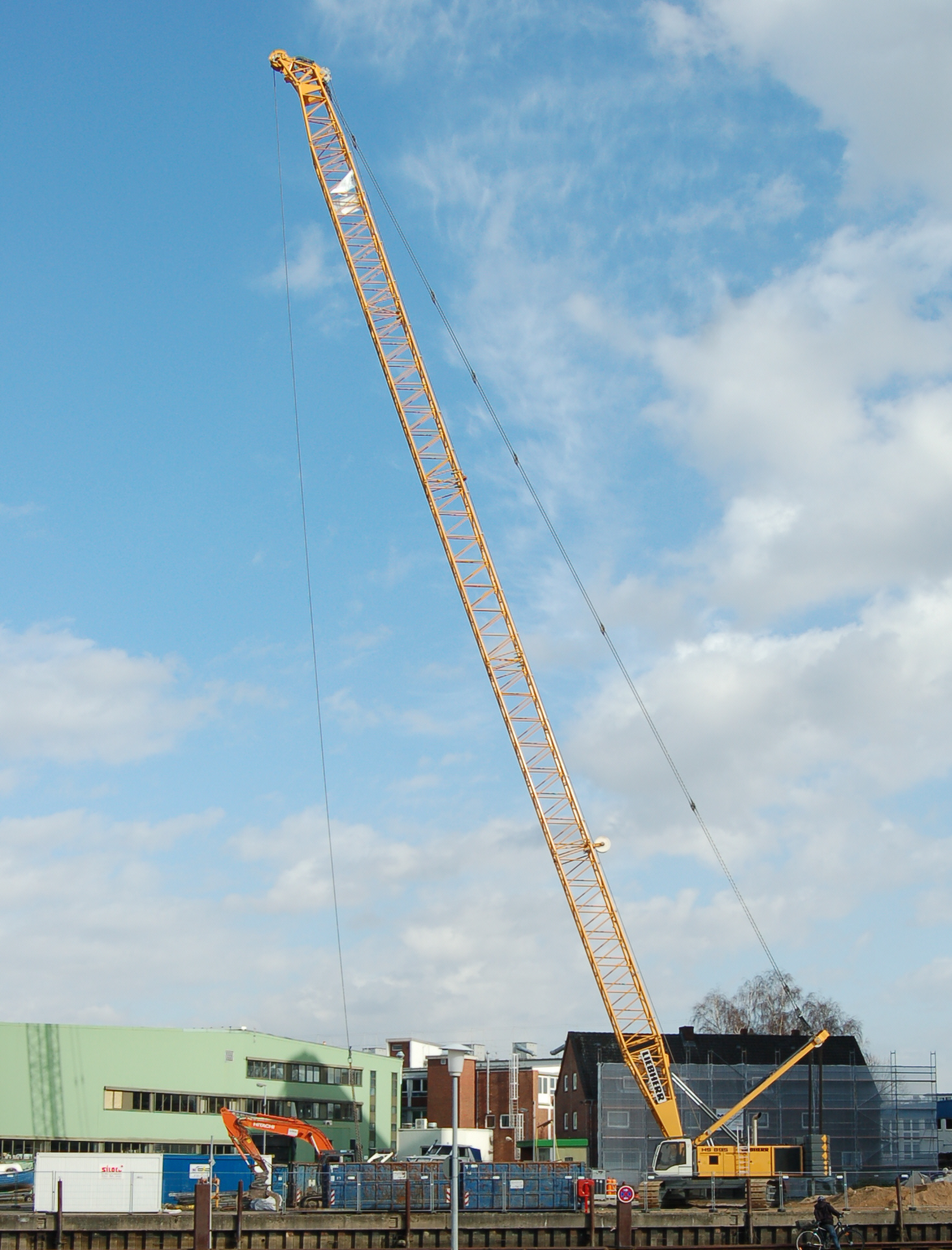
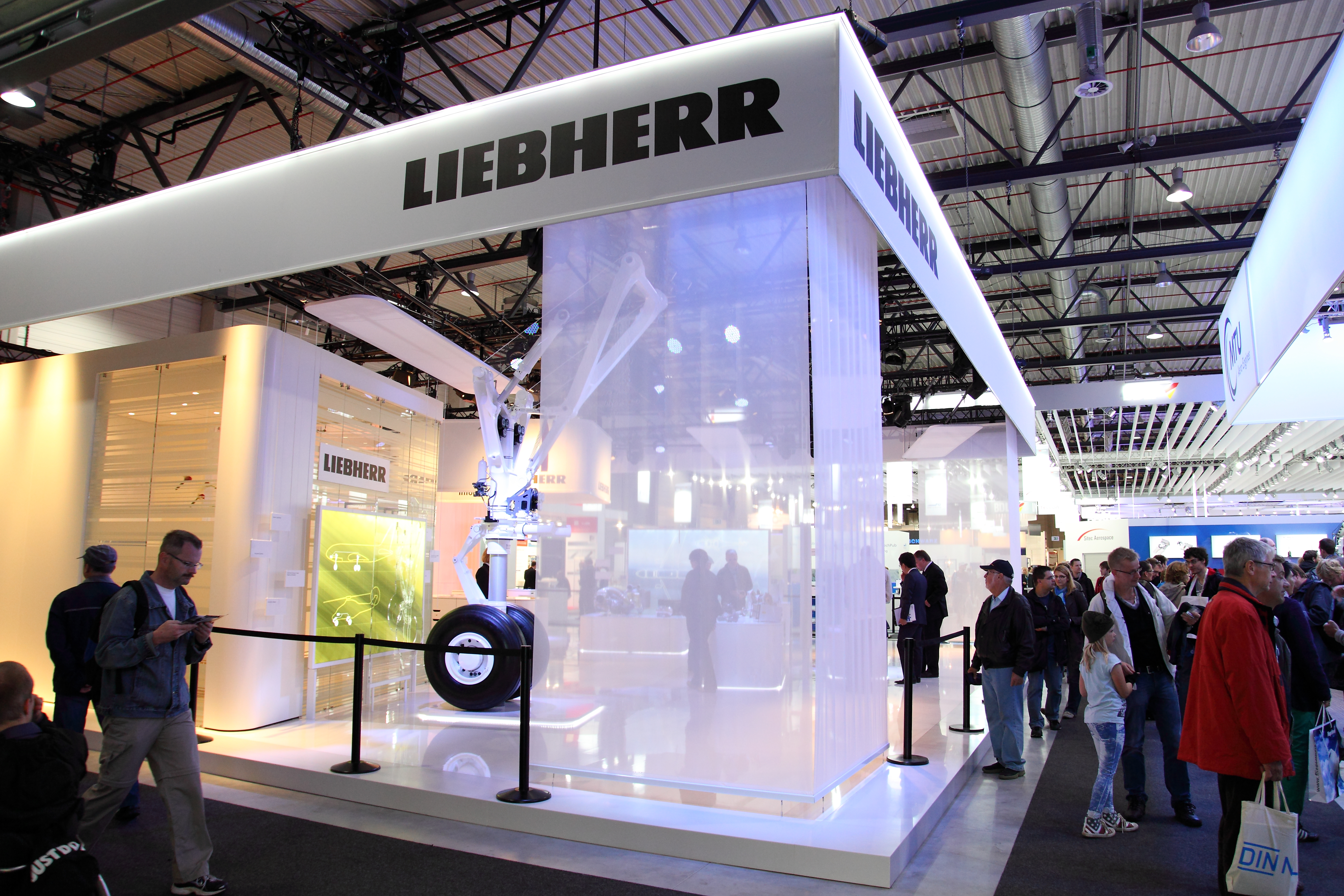
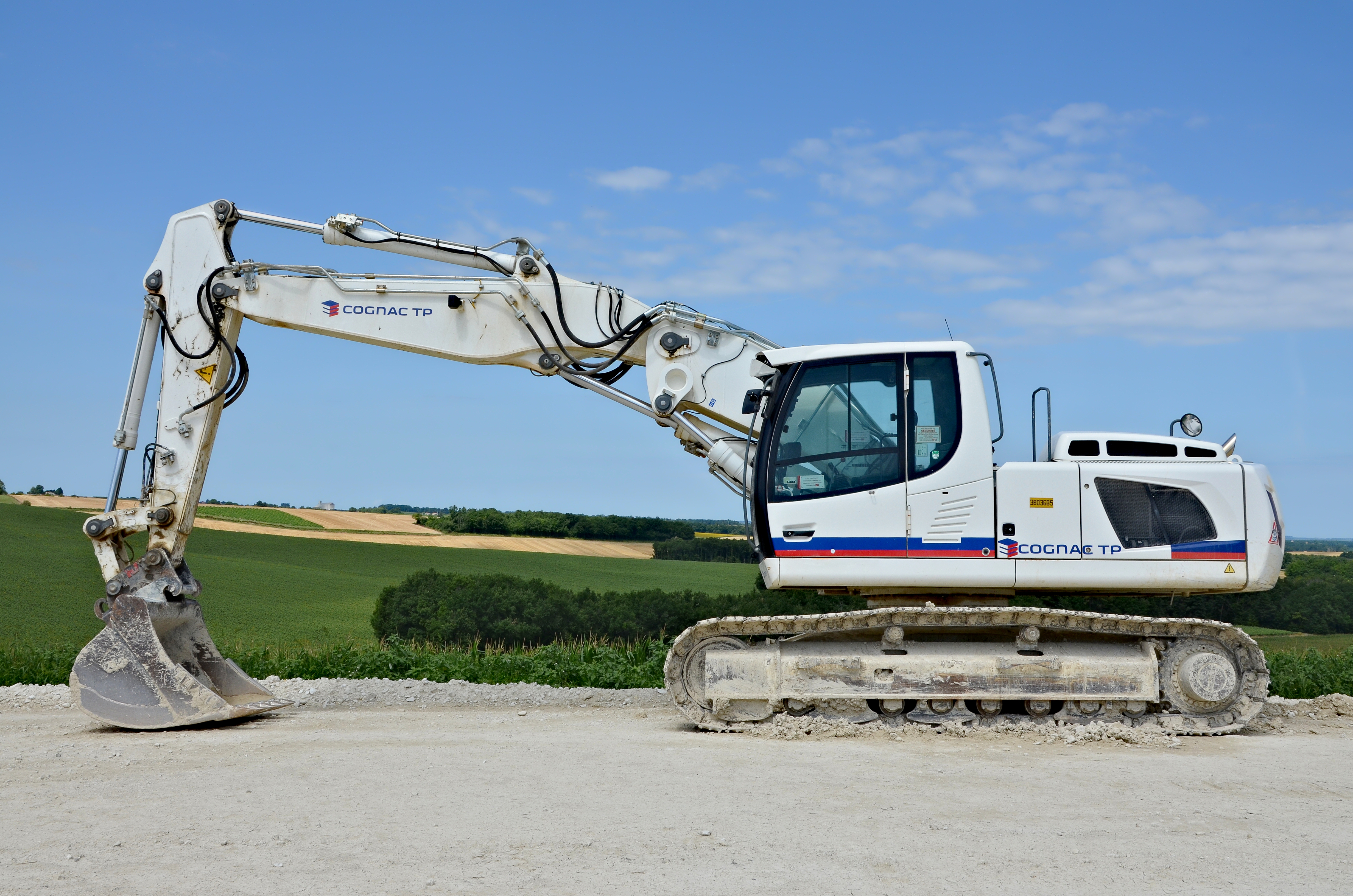
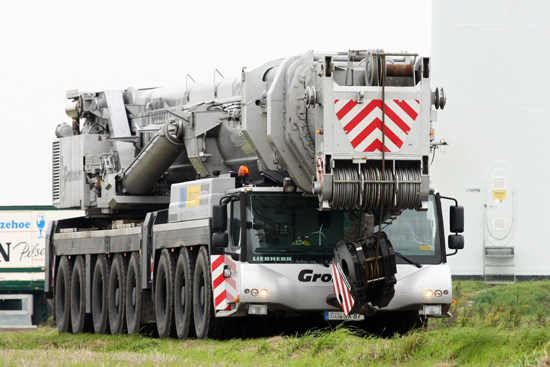
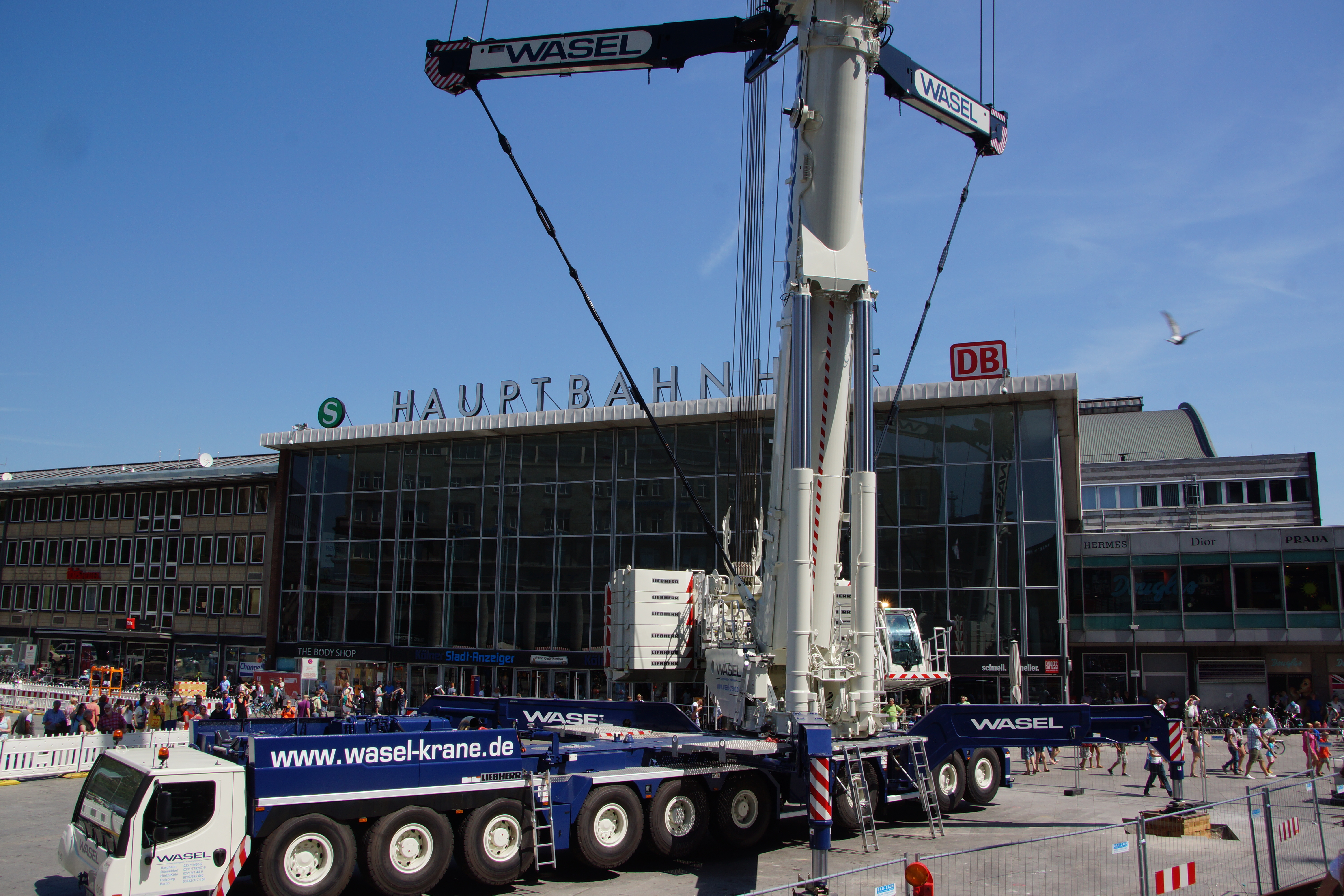

## 제품
- 냉동냉장고
- 모바일크레인
- 크롤라크레인
- 굴삭기
- 휠로더
- 불도저
- 덤프트럭
- 부두전용 크레인
- 항공시스템
- 운송시스템
- 기어부품
- 엔진부품
- 호텔

## 같이 보기
- 건설
- 기중기